# Лукашівка (Березівський район)
Лукаші́вка — колишнє село в Україні, у Березівському районі Одеської області.
4  липня 2013 року на сесії Одеської обласної ради було вирішено виключити з облікових даних адміністративно-територіального устрою Березівського району Одеської області село Лукашівка Демидівської сільської ради у зв'язку з відсутністю жителів.

## Населення
Згідно з переписом 1989 року населення села становило 10 осіб, з яких 4 чоловіки та 6 жінок.
За переписом населення 2001 року в селі мешкало 7 осіб.

### Мова
Розподіл населення за рідною мовою за даними перепису 2001 року:
| Мова       | Чисельність | Відсоток |
| ---------- | ----------- | -------- |
| українська | 6           | 85,71%   |
| гагаузька  | 1           | 14,29%   |
| Усього     | 7           | 100%     |